# Municipio de Eagle (condado de Hancock)
El municipio de Eagle (en inglés: Eagle Township) es un municipio ubicado en el condado de Hancock en el estado estadounidense de Ohio. En el año 2010 tenía una población de 1084 habitantes y una densidad poblacional de 11,68 personas por km².

## Geografía
El municipio de Eagle se encuentra ubicado en las coordenadas 40°56′59″N 83°42′19″O / 40.94972, -83.70528. Según la Oficina del Censo de los Estados Unidos, el municipio tiene una superficie total de 92.78 km², de la cual 92,72 km² corresponden a tierra firme y (0,06 %) 0,06 km² es agua.

## Demografía
Según el censo de 2010, había 1084 personas residiendo en el municipio de Eagle. La densidad de población era de 11,68 hab./km². De los 1084 habitantes, el municipio de Eagle estaba compuesto por el 98,89 % blancos, el 0,09 % eran afroamericanos, el 0,18 % eran amerindios y el 0,83 % eran de una mezcla de razas. Del total de la población el 1,94 % eran hispanos o latinos de cualquier raza.